# Tirà crestat de Gosse
El tirà crestat de Gosse (Myiarchus stolidus) és un ocell de la família dels tirànids (Tyrannidae).

## Hàbitat i distribució
Habita el bosc obert i manglars a Jamaica i la Hispaniola.